# Нивичино
Нивичино (на македонска литературна норма: Нивичино) е село в община Василево на Северна Македония.

## География
Селото е разположено северно от Струмица, в планината Готен.

## История
През XIX век селото е чисто българско. В „Етнография на вилаетите Адрианопол, Монастир и Салоника“, издадена в Константинопол в 1878 година и отразяваща статистиката на населението от 1873 година, Нивичин (Nivitchine) е посочено като село с 35 домакинства, като жителите му са 124 българи. Според статистиката на Васил Кънчов („Македония. Етнография и статистика“) от 1900 година Нивичено е населявано от 165 жители, всички българи християни.
В началото на XX век цялото село е под върховенството на Българската екзархия. По данни на секретаря на екзархията Димитър Мишев („La Macédoine et sa Population Chrétienne“) през 1905 година в Нивичино (Nivitchino) има 224 българи екзархисти.
Според преброяването от 2002 година селото е без жители. Запазена е църквата „Свети Илия“.

## Личности
Родени в Нивичино
- Атанас Нивички (1860 - след 1943), български революционер
- Димитър Нивичанов, български военен и общественик

Починали в Нивичино
- Тимо Тренчев (1920 – 1944), югославски партизанин, Струмишки партизански отряд[6]
- Тодор Велков (1912 – 1944), комунистически партизанин